# Bloemencorso (Sint-Gillis)

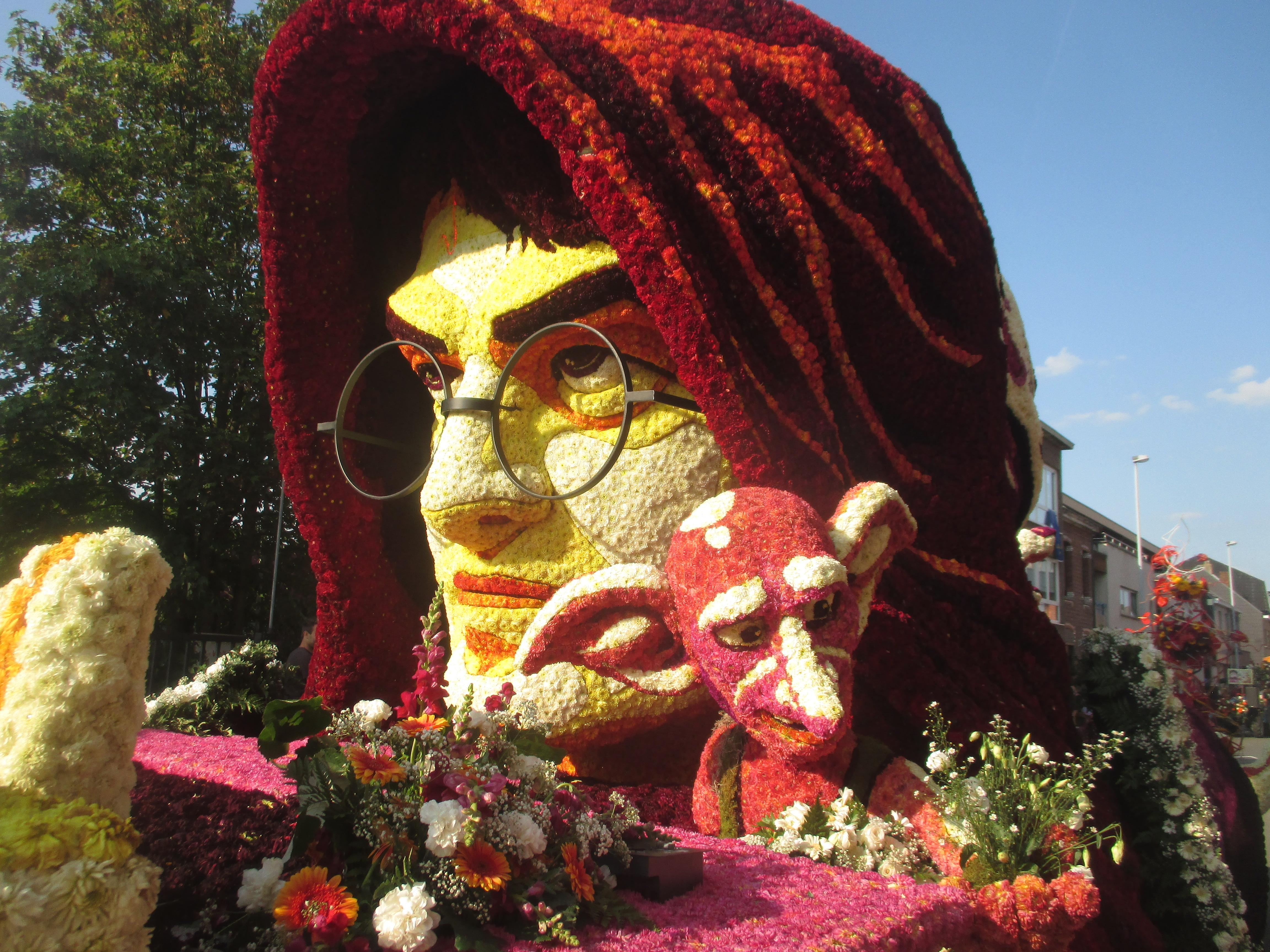
Bloemencorso in Sint-Gillis 2018

De Bloemencorso van Sint-Gillis is een bloemencorso, meer bepaald een dahliacorso, die jaarlijks georganiseerd wordt in de Dendermondse deelgemeente Sint-Gillis op de eerste zondag van september. Tijdens de stoet trekken praalwagens versierd met bloemen door de straten voorafgegaan door onder meer het Peird van Sint-Gillis.
Op maandag en dinsdag na de stoet zijn de praalwagens traditioneel te bezichtigen op de Grote Markt van Dendermonde.

## Erkenning
In 2013 werd de Bloemencorso van Sint-Gillis samen met die van Blankenberge, Loenhout, Ternat en Wommelgem erkend als Vlaams Immaterieel Cultureel Erfgoed.